# 아오야마 신지
아오야마 신지(青山 真治, 1964년 7월 13일 ~ 2022년 3월 21일)는 일본의 영화 감독이자 소설가이다. 후쿠오카현 기타큐슈시 출신으로 도쿄에 위치한 릿쿄 대학을 졸업하였으며, 자신이 직접 쓴 각본으로 연출한 장편 영화 《유레카》로 2000년 제53회 칸 국제영화제에서 국제비평가연맹상 및 에큐메니칼상을 동시에 수상하였으며, 해당 영화 각본을 바탕으로 쓴 동명 소설이 제14회 미시마 유키오상을 수상했다.

## 주요 작품
- 교과서엔 없어! (1995)
- 내 가슴에 흉기 있다 (1996)
- 헬프리스(헬플레스) (1996)
- 양아치 (1996)
- 와일드 라이프 (1997)
- 차가운 피 (1997)
- 셰이디 그로브 (1999)
- 유레카 (2000)
- 달의 사막 (2001)
- 호숫가 살인사건 (2004)
- 엘리 엘리 라마 사박다니 (2005)
- 귀뚜라미 (2006)
- 새드 배케이션 (2007)
- 도쿄 공원 (2011)
- 도모구이 (2013)
- 구름 위에 살다 (2020)